# 2012
2012 (MMXII) je bilo prestopno leto, ki se je po gregorijanskem koledarju začelo na nedeljo.
Dogodki leta 2012, natančneje 21. decembra tega leta, so bili v javnosti predmet mnogih eshatoloških špekulacij, ki so temeljile na sodobnih interpretacijah mezoameriškega koledarja dolgega štetja. Te so segale od napovedi apokalipse (oz. sodnega dne v krščanstvu) do new age-ovskega verovanja v spiritualno preobrazbo človeštva na »višji nivo stvarstva«, ki naj bi se zgodila takrat.
Organizacija združenih narodov je 2012 proglasila za »leto kooperativ« in »leto trajnostne energije za vse«.

## Dogodki

### Januar – junij
- 13. januar – Razkošna italijanska potniška ladja Costa Concordia se zaradi malomarnosti in neodgovornosti kapitana Francesca Schittina, potopi ob obali otoka Giglio. Umre 32 ljudi.
- 23. januar – Evropska unija sprejme prepoved uvoza iz Irana zaradi nepopuščanja države pri razvoju jedrskih zmogljivosti.
- 31. januar – 433 Eros, drugi največji znani blizuzemeljski asteroid, prileti mimo Zemlje na razdalji 0,179 astronomske enote (26.778.019 km).
- 6. februar – ruska antarktična odprava oznani, da je njihova vrtina dosegla gladino jezera Vostok skoraj 4 km pod antarktičnim ledom.
- 10. februar – v državnem zboru Republike Slovenije je potrjena 10. vlada Republike Slovenije pod vodstvom premierja Janeza Janše.
- 29. februar – v Tokiu je končan Tokyo Sky Tree, najvišji stolp in druga najvišja zgradba na svetu.
- 13. marec – Encyclopædia Britannica po 244 letih preneha izhajati v tiskani obliki.
- 18. april – slovenski sindikati javnega sektorja organizirajo stavko javnega sektorja zaradi nestrinjanja s predvidenimi vladnimi varčevalnimi ukrepi.
- 12. maj – v južnokorejskem mestu Jeosu je odprta svetovna razstava Expo 2012.
- 18. maj – spletno socialno omrežje Facebook v prvi javni ponudbi delnic (IPO) zbere 16 milijard USD kapitala, kar je rekord med tehnološkimi podjetji.
- 25. maj – kapsula Zmaj podjetja SpaceX, ki jo je v vesolje ponesla raketa Falcon 9, se uspešno spoji z Mednarodno vesoljsko postajo kot prvo komercialno plovilo v zgodovini.
- 30. maj – posebno sodišče za Sierro Leone izreče nekdanjemu predsedniku Liberije Charlesu Taylorju 50-letno zaporno kazen za vojne zločine in zločine proti človeštvu med državljansko vojno v Sierri Leoneju kot prvemu voditelju, ki je bil obsojen za zločine izven svoje države.
- 6. junij – drugi in zadnji prehod Venere v tem stoletju.
- 12. junij – projekt TOP500 potrdi novi superračunalnik IBM Sequoia kot najzmogljivejši superračunalnik na svetu.
- 30. junij – rudišče živega srebra v Idriji je vpisano v Unescov seznam svetovne kulturne dediščine, skupaj s španskim Almadénom.

### Julij – december
- 1. julij – Evropsko prvenstvo v nogometu se konča z zmago španske reprezentance.
- 4. julij – znanstveniki iz ekipe velikega hadronskega trkalnika oznanijo dokaz o obstoju delca z lastnostmi, ki se ujemajo s teoretičnimi lastnostmi Higgsovega bozona, zadnjega manjkajočega elementa standardnega modela fizike delcev.
- 5. julij – v Londonu je uradno odprt nebotičnik »Črepinja«, s 306 m višine takrat najvišja zgradba v Evropi.
- 18. julij – samomorilski napadalec izvede bombni napad na izraelske turiste na letališču v mestu Burgas, Bolgarija. V napadu umre 7 ljudi poleg napadalca, 32 je ranjenih.
- 27. julij – 12. avgust – 30. poletne olimpijske igre v Londonu.
- 6. avgust – Nasino robotsko vozilo Curiosity, del odprave Mars Science Laboratory, uspešno pristane na Marsu in prične z raziskavami površine.
- 22. avgust – Rusija po 19 letih pogajanj o vstopu postane članica Svetovne trgovinske organizacije.
- 23. avgust – v strmoglavljenju balona v okolici Iga umre šest ljudi, 26 je poškodovanih; najhujša letalska nesreča v zgodovini samostojne Slovenije.
- 25. avgust – sonda Voyager 1 zapusti Osončje in postane prvi predmet človeške izdelave, ki je vstopil v medzvezdni prostor.
- 11. september – po predvajanju oglasa za film, ki je prizadel verska čustva muslimanov, izbruhnejo protiameriški nemiri v Egiptu in Libiji, v katerih umre ameriški veleposlanik v Libiji ter trije člani osebja konzulata v Bengaziju.
- 14. oktober – avstrijski padalec Felix Baumgartner ob skoku z višine 39 km nad Roswellom v prostem padu z najvišjo hitrostjo 1342 km/h kot prvi človek prebije zvočni zid brez dodatnega pogona.
- 24. – 30. oktober – orkan Sandy, najširši atlantski orkan v zgodovini merjenj, divja po obalah severnega Atlantika; povzroči obsežno škodo na Karibih, Bahamih, v ZDA in Kanadi ter zahteva skoraj 200 žrtev.
- 6. november – hkratne volitve predsednika ZDA in predstavnike obeh domov ameriškega kongresa.
- 16. november – Mednarodno sodišče za vojne zločine na območju nekdanje Jugoslavije oprosti obtožena hrvaška generala Anteja Gotovino in Mladena Markača.
- 26. november – v Mariboru se zbere 10.000 ljudi na protestu proti županu Francu Kanglerju; manifestacija v naslednjih tednih preraste v serijo množičnih protestov proti politiki po vsej državi.
- 30. november – Generalna skupščina OZN podeli status nečlanice opazovalke Palestini, s čimer ji je posredno priznan status države.
- 2. december – v drugem krogu volitev predsednika Republike Slovenije prejme večino glasov Borut Pahor.
- 8. december – delegati na konferenci Združenih narodov o podnebnih spremembah v Dohi sprejmejo podaljšanje obdobja veljavnosti kjotskega protokola do leta 2020.
- 21. december – mezoameriški koledar dolgega štetja zaključi »veliki cikel« 13 baktunov od datuma stvarjenja sveta po mezoameriški mitologiji.

## Rojstva
- 23. februar – Princesa Estela, vojvodinja Östergötlandska

## Smrti
Glej tudi: Kategorija:Umrli leta 2012
- 1. januar – Kiro Gligorov, makedonski politik (* 1917)
- 6. januar – Danilo Slivnik, slovenski novinar, urednik in politični analitik (* 1950)
- 16. januar – Edvard Ivanov, ruski hokejist (* 1938)
- 20. januar –

- Etta James, ameriška pevka (* 1938)
- Jiří Raška‎, češki smučarski skakalec (* 1941)

- 29. januar – Oscar Luigi Scalfaro, italijanski pravnik in politik (* 1918)
- 1. februar – Wisława Szymborska, poljska pesnica, nobelovka (* 1923)
- 12. februar – Whitney Houston, ameriška pevka in igralka (* 1963)
- 19. februar – Renato Dulbecco, italijansko-ameriški virolog, nobelovec (* 1914)
- 29. februar – Davy Jones, angleški glasbenik in igralec (* 1945)
- 10. marec – Frank Sherwood Rowland, ameriški kemik, nobelovec (* 1927)
- 11. april – Ahmed Ben Bella, alžirski politik in državnik (* 1918)
- 13. april – Mimi Malenšek, slovenska pisateljica in prevajalka (* 1919)
- 19. april – Valerij Vasiljev, ruski hokejist (* 1949)
- 10. maj – Carroll Shelby, ameriški dirkač, konstruktor in poslovnež (* 1923)
- 15. maj – Carlos Fuentes, mehiški pisatelj (* 1928)
- 18. maj – Dietrich Fischer-Dieskau, nemški baritonist in dirigent (* 1925)
- 20. maj – Robin Gibb, britanski pevec (* 1949)
- 25. maj – Edoardo Mangiarotti, italijanski sabljač (* 1919)
- 30. maj – Andrew Huxley, angleški fiziolog in biofizik, nobelovec (* 1917)
- 5. junij – Ray Bradbury, ameriški pisatelj (* 1920)
- 6. junij – Vladimir Krutov, ruski hokejist (* 1960)
- 9. junij – Ivan Minatti, slovenski pesnik in prevajalec (* 1924)
- 13. junij – William Standish Knowles, ameriški kemik, nobelovec (* 1917)
- 16. junij – Najef bin Abdul Aziz, savdski princ (* 1933)
- 3. julij – Sergio Pininfarina, italijanski oblikovalec (* 1926)
- 8. julij – Ernest Borgnine, ameriški igralec (* 1917)
- 13. julij –

- Polde Bibič, slovenski igralec (* 1933)
- Chiara Corbella Petrillo, italijanska laikinja in kandidatkinja za svetnico (* 1984)

- 23. julij – Sally Kristen Ride, ameriška fizičarka in astronavtka (* 1951)
- 31. julij – Gore Vidal, ameriški pisatelj in dramatik (* 1925)
- 19. avgust – Tony Scott, ameriški filmski režiser (* 1944)
- 25. avgust – Neil Armstrong, ameriški astronavt (* 1930)
- 8. september – Thomas Szasz, madžarski psihiater (* 1920)
- 18. september – Santiago Carrillo, španski politik (* 1915)
- 1. oktober – Eric Hobsbawm, britanski zgodovinar (* 1917)
- 15. oktober – Norodom Sihanuk, kamboški kralj (* 1922)
- 20. oktober – E. Donnall Thomas, ameriški zdravnik, nobelovec (* 1920)
- 7. november – Andrej Kokot, slovenski pesnik, pisatelj, prevajalec in urednik (* 1936)
- 25. november –

- Lars Valter Hörmander, švedski matematik (* 1931)
- Miran Trontelj, slovenski meteorolog (* 1940)

- 26. november – Joseph Murray, ameriški kirurg, nobelovec (* 1919)
- 5. december –

- Dave Brubeck, ameriški pianist (* 1920)
- Oscar Niemeyer, brazilski arhitekt (* 1907)

- 30. december – Rita Levi-Montalcini, italijanska nevrologinja in političarka, nobelovka (* 1909)

## Nobelove nagrade
- fizika: Serge Haroche in David J. Wineland
- kemija: Robert Lefkowitz in Brian Kobilka
- fiziologija ali medicina: John B. Gurdon in Šinja Jamanaka
- književnost: Mo Jan
- mir: Evropska unija
- ekonomija: Alvin E. Roth in Lloyd S. Shapley